# 15587 Sotsukamoto
A 15587 Sotsukamoto (ideiglenes jelöléssel (15587) 2000 GK76) a Naprendszer kisbolygóövében található aszteroida. A LINEAR projekt keretében fedezték fel 2000. április 5-én.